# Покровськ (станція)
Покрóвськ (до 1934 року — Гришине, у 1934—1938 роках — Постишеве, у 1938—1970 роках — Красноармійське, у 1970—2017 роках — Красноармійськ) — позакласна вузлова дільнична залізнична станція Лиманської дирекції Донецької залізниці на перетині ліній Чаплине — Ясинувата-Пасажирська та Дубове — Рутченкове. Розташована в однойменному місті Донецької області.
Відстань до найближчих станцій від Покровська:
- Слов'янка — 39 км;
- Родинська — 10 км;
- Гродівка — 12 км;
- Удачна — 16 км;
- Селидівка — 24 км.

## Історія
У 1881 році було остаточно визначено землі селян села Гришине, частина котрих відійшла під головну лінію Катерининської залізницю, станцію Гришине та інші інфраструктурні об'єкти залізничного транспорту. Сама станція успадкувала назву найближчого великого села.
З початком будівництва на місці майбутньої станції утворився стихійний ринок найму робочої сили, який розподіляв щорічно 2 — 4 тис. чоловік, переважно — безробітних селян, на будівництво залізниці, панські економії тощо. Частину із вказаних земель відвели під майбутнє локомотивне депо, будівництво якого розпочалося, за попередніми даними, ще у 1881 році. Це було основне депо на 4 стійла, яке повинно було мати 1 секцію підйомного ремонту, промивну і ремонтні майстерні. Одночасно, у 1881—1882 роках почали будувати інші об'єкти станції Гришине, в тому числі вокзальну будівлю загальною площею 200 сажнів². У 1883 році, коли на східній ділянці Катерининської залізниці розпочався тимчасовий товарний і пасажирський рух, вокзальна будівля станції Гришине була готова до експлуатації. Що стосується паровозного депо, жодне з депо Катерининської залізниці, в тому числі — станції Гришине, до моменту відкриття постійного руху на залізниці здати не встигли.
Депо станції Гришине призначалося для технічного обслуговування паровозів, що виконували вантажну роботу на ділянці Чаплине — Авдіївка (170 верст); по вказаних вище пунктах були відкриті оборотні депо. В Гришинському депо з 1880-х років ХІХ століття обслуговувалися паровози серії 4 (з 1912 року  — 4Н); наприкінці XIX — початку ХХ століття надійшли паровози Од, згодом — Ов, Щ. З 1908 року на базі локомотивного депо починають облаштовувати вагонне депо, де проводять ремонт вантажних вагонів. Для заправки паровозів водою у 1896 році до станції підтягли 10-кілометрову водонапірну лінію, а у 1909 році було подано заявку на облаштування опріснювальної установки, на якій вода мала пом'якшуватися за допомогою вапна.
На вокзалі було обладнано зал очікування 3-го класу, буфет, поштову (пізніше — поштово-телеграфну) контору. Згодом з'явилося й фотоательє. Садочки й клумби на привокзальній площі надавали Гришинському вокзалу естетичний вигляд. В перші роки експлуатації Катерининської залізниці пасажирообіг останньої був невеликим — вистачало однієї пари поштових поїздів на добу, але згодом кількість пасажирських поїздів поступово зросла, і станом на 1916—1917 роки на головному ході «Катерининки» їх було вже до 6 на добу. Із травня 1917 року призначені пасажирські поїзди на Добропілля й Рутченкове. Це було однією із причин, чому вокзал станції Гришине декілька разів добудовувався.
Із самого початку Гришине замислювалася не лише як велика пасажирська станція та місце розташування основного депо, але й як велика вантажна станція із суттєвим вантажообігом і відповідним колійним розвитком. З перших років існування залізниці, по станції Гришине відвантажували вугілля. Останнє у 1880-х роках XIX століття на станцію гужем вивозили з-під Новоекономічного (Новоекономічна копальня О. М. Жуковського, Гришинська копальня Південно-Руського Дніпровського металургійного товариства), Жовтої (Божедарівська копальня В. І. Бахірева) тощо. У 1899 році 1710 вагонів вугілля (по 600 пудів кожний) відвантажили по Гришино з Преображенського рудника В. Н. Файнштейна, який знаходився в районі Лисої гори, нині — територія сучасного селища Шевченко.
Станом на 1902 рік, по станції Гришине відвантажили 324 тис. пудів пшениці, 9 тис. пудів жита, 394 тис. пудів борошна, 475 тис. пудів ячменю, 6 тис. пудів вівса, 1,14 млн пудів вугілля, 1 тис. пудів лісових будматеріалів тощо. Також станція прийняла 265 тис. пудів пшениці, 21 тис. пудів жита, 7 тис. пудів борошна, 5 тис. пудів ячменю, 1 тис. пудів вівса, 6 тис. пудів солі, 29 тис. пудів нафтопродуктів (в основному, гас), 278 тис. пудів вугілля, 32 тис. пудів дров, 197 тис. пудів лісових будматеріалів тощо. Станція Гришине відвантажувала й вапнякове каміння, яке постачали на металургійні підприємства, а також використовували як будматеріал. У 1900—1901 господарчих роках М. Ю. Карпас завантажив на станції Гришине 1867 вагонів флюсів, у 1902—1903 господарчому роках — 1804 вагони, а у 1906—1907 господарчих роках — всього 738 вагонів.
Нерідкими наприкінці XIX — на початку ХХ століття були випадки пограбування поїздів, і станція Гришине тут не є виключенням. Ось що в 1909 році писав журнал «Гірничо-заводський листок»: «Поблизу станції Гришине Катерининської залізниці невідомими зловмисниками було вчинено замах на пограбування поштового поїзда. Для приведення свого задуму у дію, зловмисники розгвинтити рейки для аварії. Стягується припущення, що зловмисники не могли за кілька хвилин до поїзда розібрати рейки, тим більше, що незадовго до катастрофи стрілочник обходив колію і знайшов все в порядку. Утворена була комісія з адміністрації Катерининської залізниці для з'ясування причин. Було зроблене приблизне розбирання колії для з'ясування питання, скільки часу знадобиться зловмисникам для підготовки аварії. З'ясувалося, що для зняття болтів, розбирання рейок і іншого потрібно 10-12 хвилин. Таким чином, припущення, що зловмисниками було вчинено замах, — цілком підтверджується».
Відкриття великих кам'яновугільних рудників в зоні тяжіння до станції Гришине на початку ХХ століття призвело до поступового зростання вантажообігу станції. У 1909 році Гришине відправило 4,4 млн пудів, а прийняла — 1,4 млн пудів різних вантажів. Будівництво рейкових під'їзних колій, а після — нових протяжних залізниць загального користування у Гришинському вугленосному районі призвело до різкого збільшення вантажообігу станції Гришине. У 1913 році відправлення і прибуття вантажів по станції Гришине складало 7,8 млн пудів і 1,8 млн пудів, відповідно. Вже у 1914 році чисельність населення у торговому селищі станції Гришине складала 4,5 тис. осіб. Вантажообіг станції склав 16,7 млн пудів, з них 8,3 млн пудів — відправлення, 6,9 млн пудів — прибуття, 1,5 млн пудів — перевантаження. І врешті-решт, станом на 1917 рік станція Гришине відправляла більше 10 тис. вагонів вугілля щорічно, приймаючі лише для рудників 1,5 тис. вагонів різних вантажів. У самому селищі працювали пивоварний завод, 4 парових млини, банк, храм, бібліотека тощо. Чисельність населення у пристанційному селищі зросла до 6 тис. осіб, — з'явилися передумови для надання Гришино статусу міста.
Початок ХХ століття пройшов «під знаком» постійної необхідності добудування станційних колій по Гришиному. Ця потреба озвучувалася на різному рівні, але більш наполегливими були в Раді З'їзду гірничопромисловців півдня Росії. Безпосередньо перед громадянською війною станція Гришине була повноцінним вузлом залізниць і ґрунтових проїжджих доріг (до революції будівництво шосе на Західному Донбасі не планували). Зі сходу до станції Гришине примикали залізниці загального користування. Колії залізниць Гришине — Добропілля та Гришине — Рутченкове примикали з боку депо і сортувальних колій, Караковська гілка, — до Новоекономічного рудника Донецько-Грушевського акціонерного товариства, — з боку головних колій. Із заходу від Гришиного велося будівництво нижньої будови колії Домброво-Донецької залізниці.
Колійний розвиток станції складався із більш ніж 40 станційних колій, з яких 2 — головні, більш ніж 20 — тупикові. Серед станційних споруд слід відмітити вокзал і будівлю депо, водонапірну будівля, а також 2 пасажирські платформи (перон — 82 сажні, проміжна — 65 сажнів), 4 відкриті (з них 1 — для навалювальних вантажів) на 12 вагонів, 2 криті товарні платформи на 19 вагонів, 3 пакгаузи на 120 вагонів і 1 пакгауз вантажів великої швидкості, 2 поворотних кола, вагонні ваги й орендні ділянки для складів вантажів і приватного рухомого складу на 143 вагони. Штат станційних працівників включав у себе 1 начальника станції, 3 помічників начальника, 9 конторників й переписувачів, 9 сигналістів, 12 сторожів, 7 складачів, 7 зчіплювачів, 7 провідників, 39 стрілочників, 2 касирів, 1 помічника касира, 6 вагарів, 2 пломбувальників.
Після завершення збройного конфлікту на Донбасі у 1921 році станція Гришине досить швидко вийшла на довоєнні показники вантажної роботи. Впродовж 1924—1925 років на станції було відвантажено 177 тис. т вугілля марки Г, яке видобувалося, переважно, на території сучасного міста Мирноград (колишній — Димитров). Це більш ніж удвічі перевищує показники відвантаження вугілля по станції 1913 року. У 1925/1926 господарчому році обсяги відвантаження вугілля по станції Гришине склали майже 222 тис. т, прибуття вугілля — 6,7 тис. т, антрациту — 3,9 тис. т, коксу — 123 т. Збільшення вантажообігу автоматично призвело до збільшення вагонообігу, і це було однією із причин відкриття у 1935 році на базі локомотивного — вагонного депо по станції… Постишеве (назва станції у 1934—1938 роках). У 1936 році в локомотивне депо станції прийшли легендарні паровози ФД.

## Хронологія подій

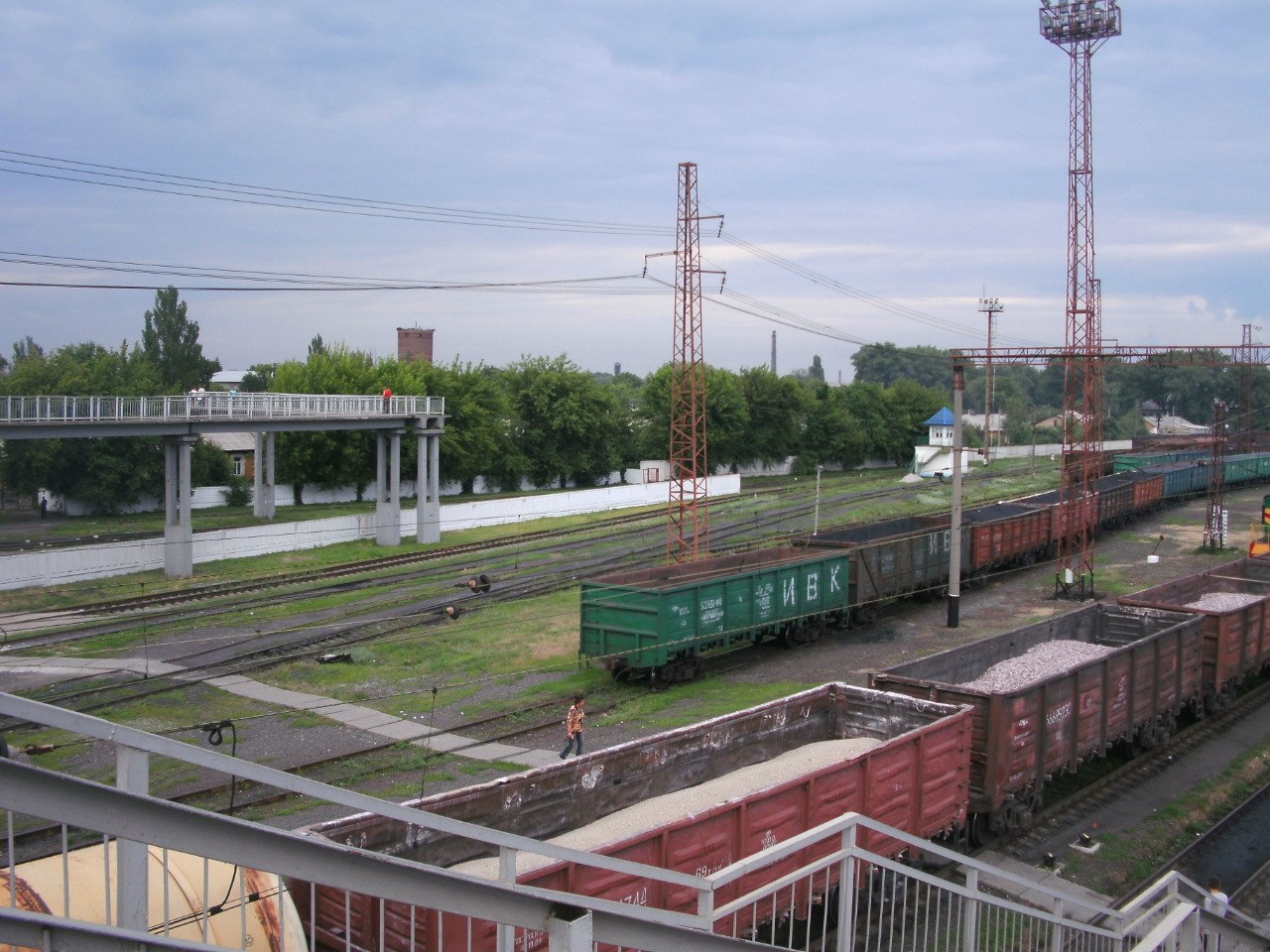
Сортувальна гірка

- 1880 — початок будівництва станції і пристанційного селища Гришине (названо на честь однойменного козацького села, 1795 року заснування) в зв'язку з будівництвом Катерининської залізниці.
- 1881 — побудовано паровозне депо на 4 стійла (паровози 4Н, Од, Ов, Щ) з оборотним депо в Авдіївці.
- 1883 — відкритий залізничний вокзал.
- 1884 року — введена в експлуатацію лінія Катерининської залізниці Долинська — Ясинувата з найбільшим вантажопотоком серед залізниць.
- 1913 року — надано дозвіл на будівництво під'їзних шляхів, Техвідділ служби колії склав проектну документацію з будівництва ліній Рутченкове — Гришине, Гришине — Лозова та пов'язаних з ними під'їзними коліями.
- 1914 року — почала працювати під'їзна колія Гришине — Новоекономічний рудник.
- 1915 року — закінчена основна робота з будівництва ліній Гришине — Добропілля і Гришине — Рутченкове.
- 1916 року — офіційне відкриття лінії Гришине — Добропілля.
- 1917 року — відкрита лінія Гришине — Рутченкове та під'їзна колія Чунишине — Сазонове.
- листопад 1918 року — відкрита під'їзна колія Цукуриха — Коханівка (с. Іллінка).
- 1916—1918 рр. — будувалася ділянка від Гришине до Павлоград II ходу Гришине — Рівне, але через «громадянську війну» та розруху будівництво лінії було зупинено.
- 1935 року — на базі паровозного депо утворено вагонне депо станції Постишеве.
- 1936 року — в паровозне депо надійшли нові паровози серії ФД. Добудована перша черга лінії Постишеве — Рівне від Постишеве до Новомосковська. Початок змагань машиністів по збільшенню швидкості руху важких вантажних ешелонів.
- 1941—1945 рр. — під час Другої світової війни суттєво зазнав руйнувань залізничний вузол, деякі лінії були розібрані.
- 1950-ті рр. — початок відновлення під'їзних колій.
- 1957 року — відновлена дільниця Червоноармійське — Новомосковськ.
- 1954 — побудовано (частково відновлено) під'їзну колію Мерцалове — Легендарна — Дружна (гідрошахти «Піонер»).
- 1960 — збудована зв'язка Мерцалове — Дубове.
- 1960—1962 рр. — Донецька залізниця приймає від тресту «Красноармійськвугілля» паровозне депо і 122 км під'їзних колій.
- 1962 року — створений кущ під оперативним управлінням вузлового диспетчера для узгодження навантаження на під'їзних коліях з роботою ліній загального користування. У нього включені станції Червоноармійське, Родинське, Мерцалове, Добропілля. Пасажирські поїзди на ділянці Мерцалове — Дубове.
- 1959 року — електрифікована постійним струмом лінія Чаплине — Ясинувата. Починає створюватися швидкісний вантажний напрямок Донбас — Придніпров'я — Львів — Чоп.
- 1970-ті рр. — надійшли нові тепловози ТГМ3А і ТЕМ3 до Червоноармійського локомотивного депо.
- 1980-ті рр. — локомотивне та вагонне депо освоювали передові технології ремонту піввагонів (до 16 тис. на рік), зварювання моноблоків в середовищі аргону, ремонту фільтрів.
- 2000-ні рр. — напрямок Покровськ — Лозова визнано тимчасово стратегічно неперспективним[19].

З 2014 року станція переведена до розряду опорних. Під її оперативне керівництво передані рухомі підрозділи Авдіївка, Очеретине, Роя і Красногорівка. Сукупний штат об'єднання складав 1100 осіб.

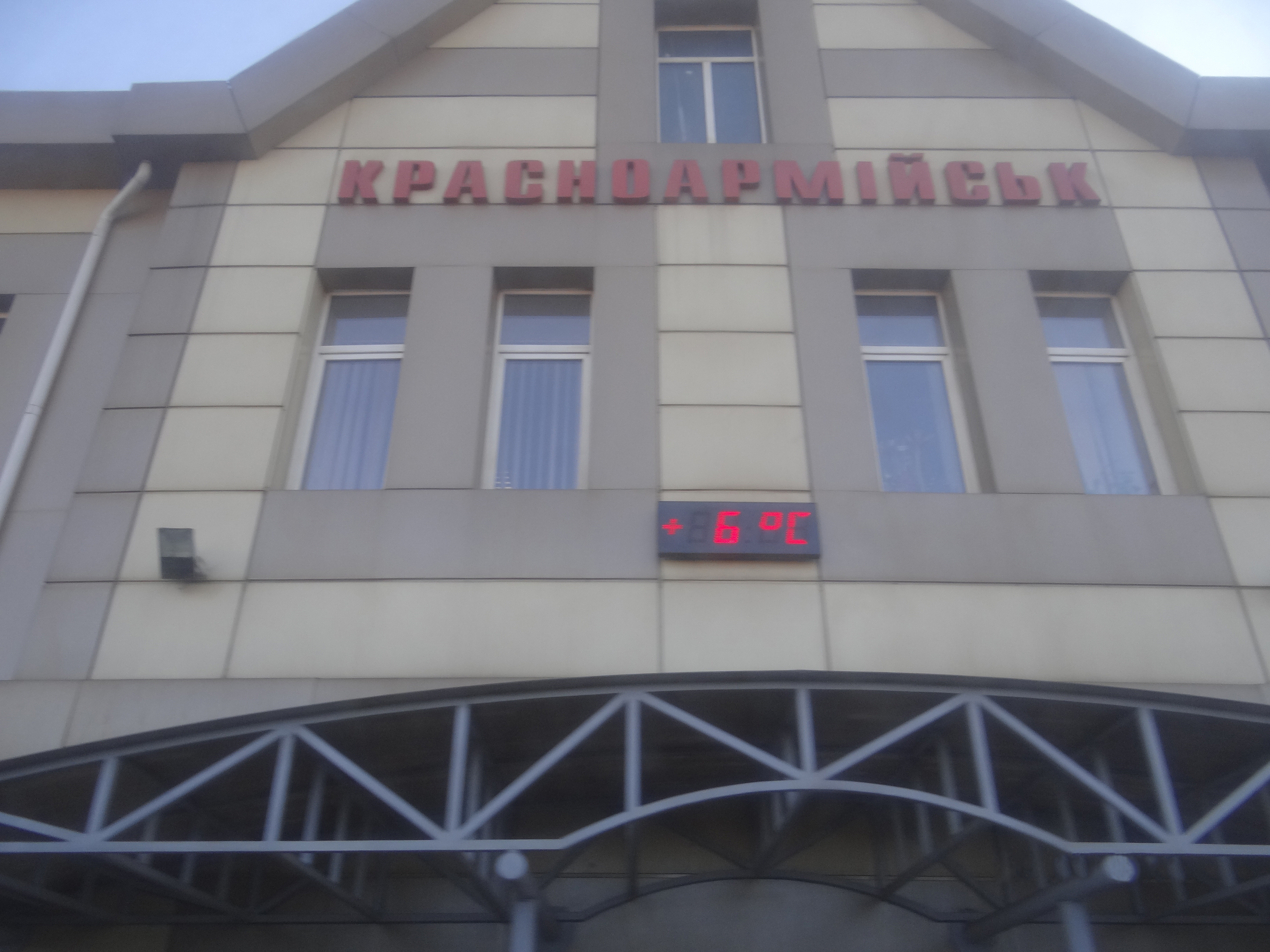
Вокзал станції Покровськ (до 2017 року)
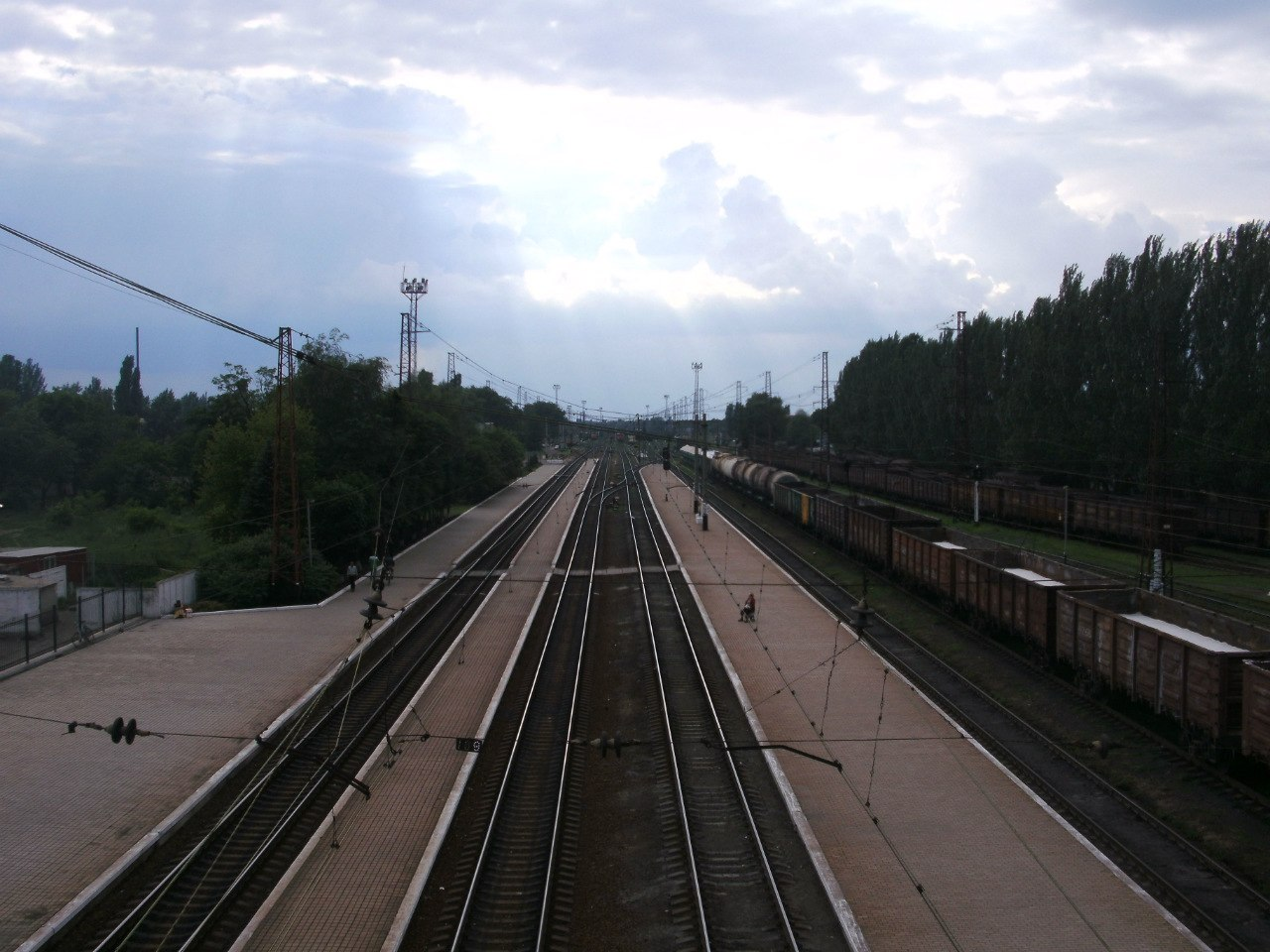
Краєвид у напрямку станцій Чаплине та Павлоград I
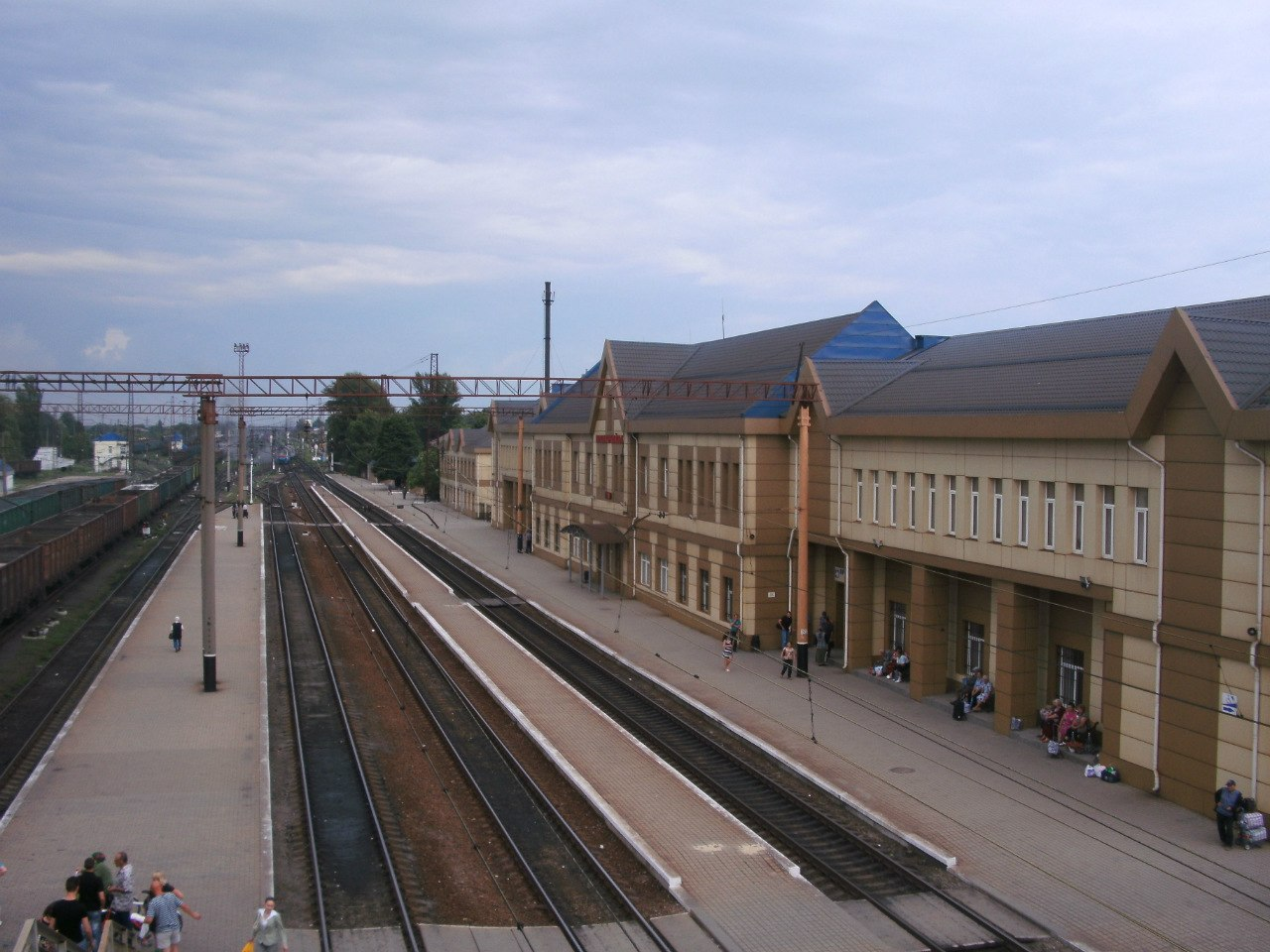
Краєвид у напрямку станцій Авдіївка, Добропілля та Роя

З початку 2016 року показники вугленавантаження виконані на 103,8 %, а вивантаження — на 97 %. Забезпечено приріст прийому і відправлення поїздів на 30 % (в порівнянні з аналогічним періодом 2015 року), а планове завдання по транзиту зміцнилося на позначці 111 %. Вдалося помітно зменшити всі види простою: транзитних вагонів без переробки — на 1 год. 39 хв., а з переробкою — на 0,9 годин. Не менш значимий показник — простій під однією вантажною операцією — скорочений на 35 годин, в порівнянні з 2015 роком. Такий результат покровці отримали вперше з початку бойових дій на сході України.
Після того, як лінія розмежування порушила цілісність регіональної філії «Донецька залізниця», станцію торкнулися дві технологічні зміни. Перша з них пов'язана з обмеженням варіантів пересування поїздів. Інакше кажучи, в ходу залишилося лише два напрямки: Чаплинський та Павлоградський, за якими курсували вантажні маршрути в бік регіональної філії «Придніпровська залізниця». Друга зміна зачіпає зміни в технології перевізного процесу. Станція підключена до єдиного центру управління перевезеннями в Лимані, який замінив аналогічний у Донецьку. Понад 80 % всіх вантажів, що перероблялися станцією до повномасштабного російського вторгнення в Україну, — вугільна продукція.
14 травня 2018 року на фасаді вокзалу замінена назва станції на Покровськ.
28 липня 2022 року, близько 22:00,  російські окупанти завдали обстрілу залізничний вокзал та прилеглої території навколого нього. Через обстріл постраждали 5 цивільних осіб, які отримали тілесні ушкодження різного ступеня важкості. Внаслідок обстрілу пошкоджені залізничничні колії, лінії контактної електромережі над коліями, будівля вокзалу та прилеглих поряд будинків.
5 вересня 2024 року припинено рух евакуаційних поїздів. Ще певний час, до 11 вересня, до станції курсували пасажирські поїзди. 5 жовтня 2024 року рух електропоїздів Чаплине-Покровськ скорочено до розташованої за 16 км на захід від Покровська станції Удачна. Відтоді будь-яке залізничне сполучення зі станції Покровськ відсутнє.
16 липня 2025 року будівля залізничного вокзалу міста Покровськ знову зазнала суттєвих руйнувань, внаслідок ворожих обстрілів. 

## Пасажирське сполучення
До початку повномасштабного російського вторгнення в Україну на станції зупинялися поїзди далекого та приміського сполучення:
| Рух поїздів по станції Покровськ (до 2022 року) |                         |          |              |                                  |
| №                                               | Маршрут сполучення      | Прибуття | Відправлення | Періодичність курсування         |
| Далеке сполучення                               |                         |          |              |                                  |
| 734 «Інтерсіті+»                                | Київ — Покровськ        | 01:43    | —            | Щоденно                          |
| 733 «Інтерсіті+»                                | Покровськ — Київ        | —        | 04:42        | Щоденно                          |
| 826                                             | Дніпро — Покровськ      | 13:02    | —            | Щоденно, крім середи             |
| 825                                             | Покровськ — Дніпро      | —        | 13:53        | Щоденно, крім середи             |
| 136 «Маяк»                                      | Київ — Авдіївка         | 07:46    | 07:56        | Призначався з 13.12.2020 щоденно |
| 135 «Маяк»                                      | Авдіївка — Київ         | 22:35    | 22:45        | Призначався з 14.12.2020 щоденно |
| Приміське сполучення                            |                         |          |              |                                  |
| 7002                                            | Покровськ — Авдіївка    | —        | 03:30        | Щоденно                          |
| 6158                                            | Покровськ — Авдіївка    | —        | 04:50        | Щоденно                          |
| 6161                                            | Авдіївка — Покровськ    | 06:16    | —            | Щоденно                          |
| 6160                                            | Чаплине — Авдіївка      | 06:47    | 06:52        | Щоденно                          |
| 6332/6255                                       | Покровськ — Слов'янськ  | —        | 07:18        | Щоденно                          |
| 6151                                            | Авдіївка — Чаплине      | 07:24    | 07:27        | Щоденно                          |
| 6155                                            | Авдіївка — Чаплине      | 09:55    | 10:00        | Щоденно                          |
| 6152                                            | Чаплине — Авдіївка      | 14:07    | 14:25        | Щоденно                          |
| 6156                                            | Чаплине — Авдіївка      | 17:17    | 17:35        | Щоденно                          |
| 6157                                            | Авдіївка — Чаплине      | 18:15    | 18:17        | Щоденно                          |
| 6333/6334                                       | Краматорськ — Покровськ | 19:36    | —            | Щоденно                          |
| 6154                                            | Покровськ — Авдіївка    | —        | 20:15        | Щоденно                          |
| 6159                                            | Авдіївка — Чаплине      | 21:55    | 22:00        | Щоденно                          |
| 6153                                            | Авдіївка — Чаплине      | 22:55    | —            | Щоденно                          |
| 6152                                            | Чаплине — Покровськ     | 22:57    | —            | Щоденно                          |

З 26 березня 2017 року «Укрзалізниця» призначала новий приміський електропоїзд сполученням Слов'янськ — Покровськ, який прямував через станції Дубове, Лозова, Павлоград I, Павлоград II, Петропавлівка і з'єднував Донецьку, Харківську та Дніпропетровську області.

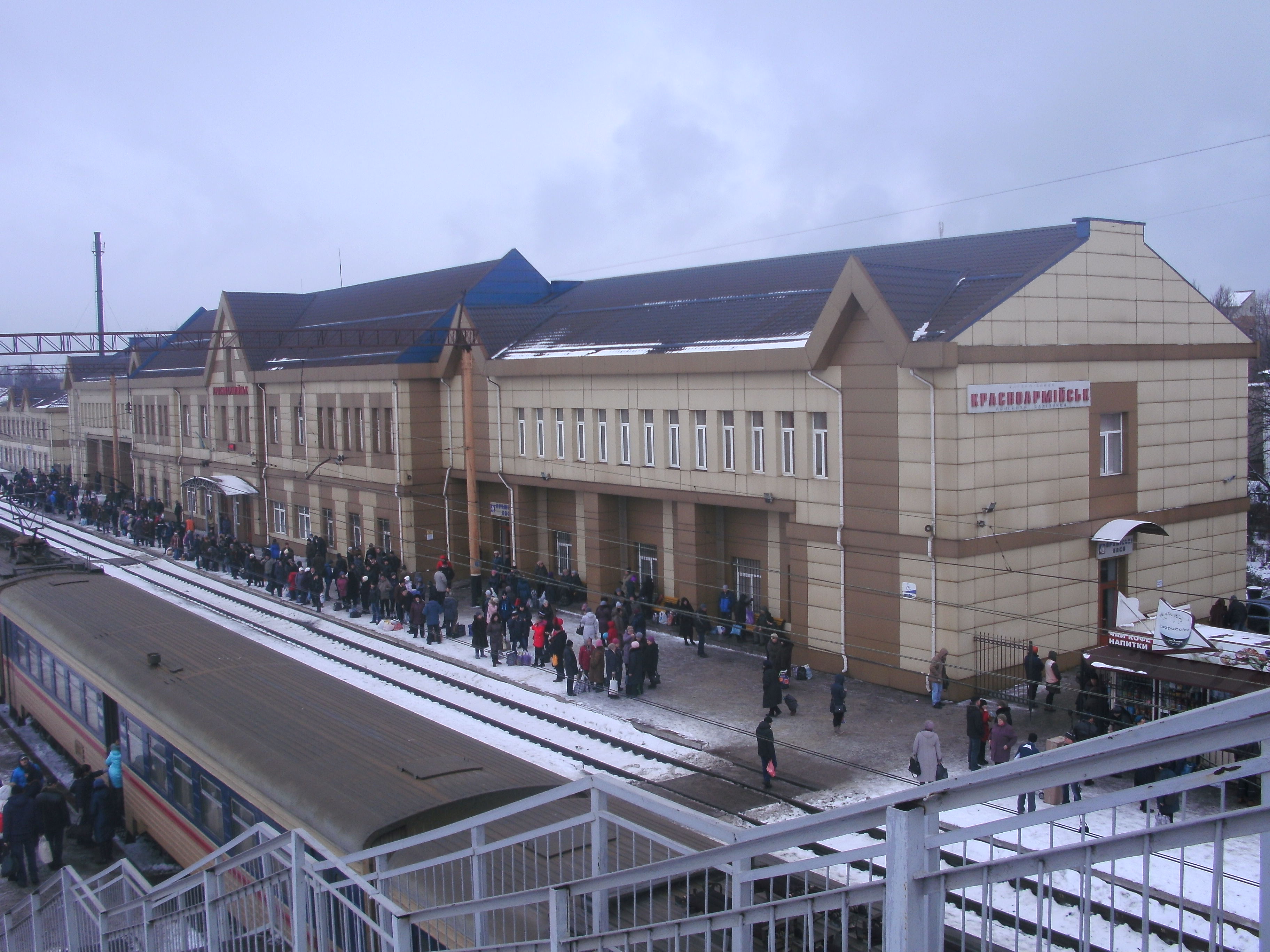
Вокзал
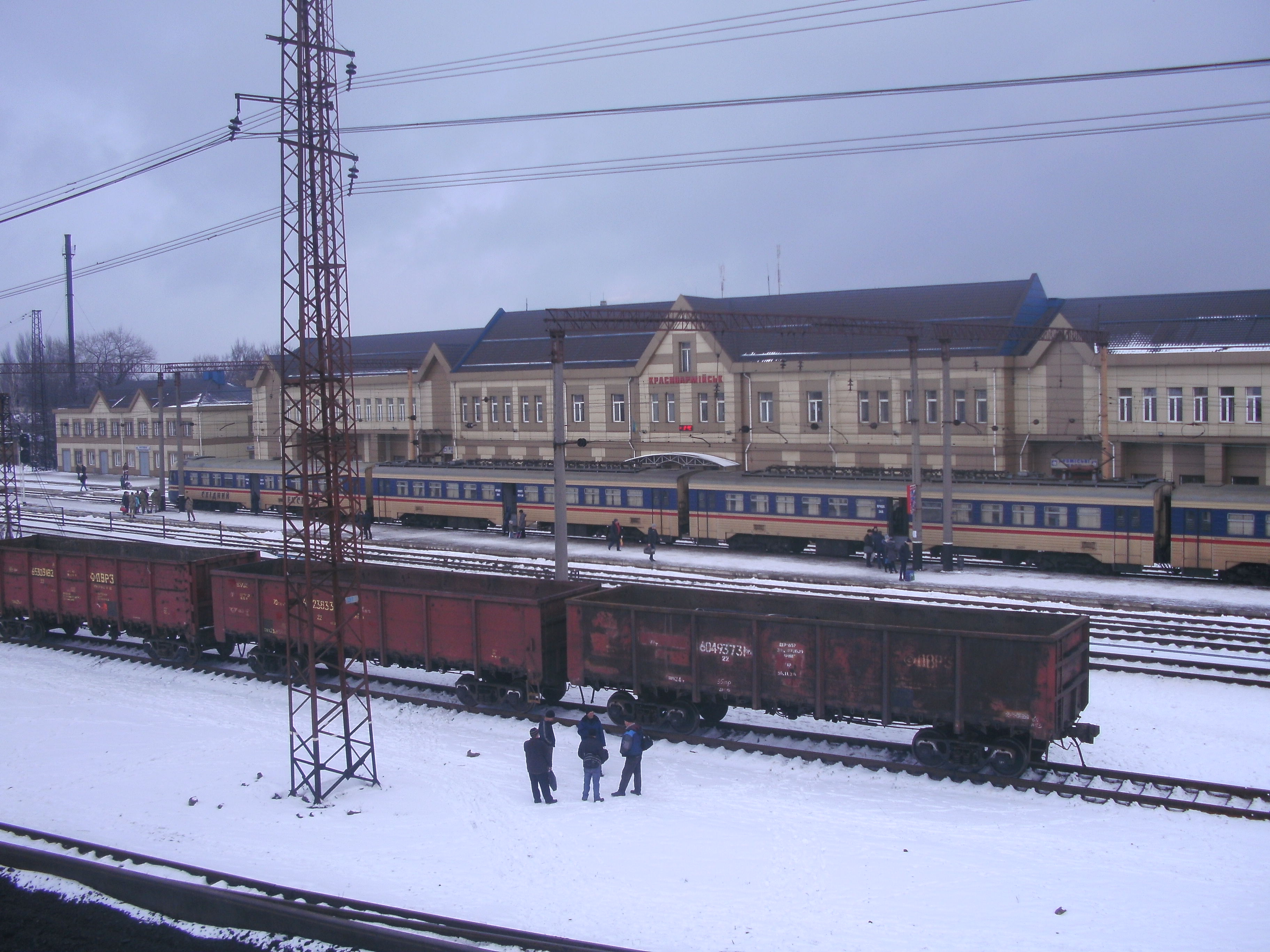
Вигляд з платформ
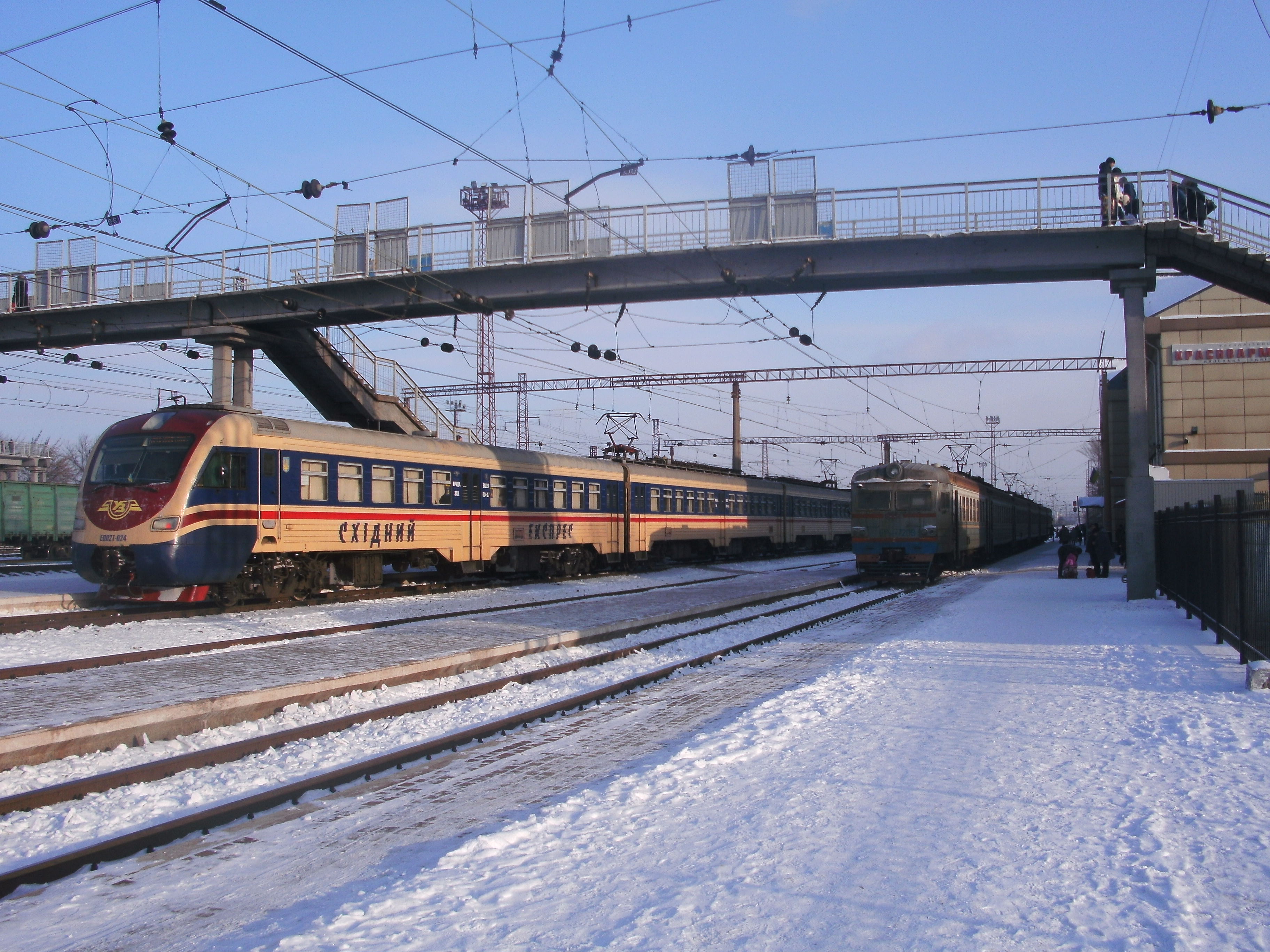
Регіональний поїзд Покровськ — Дніпро та приміський поїзд Чаплине — Авдіївка
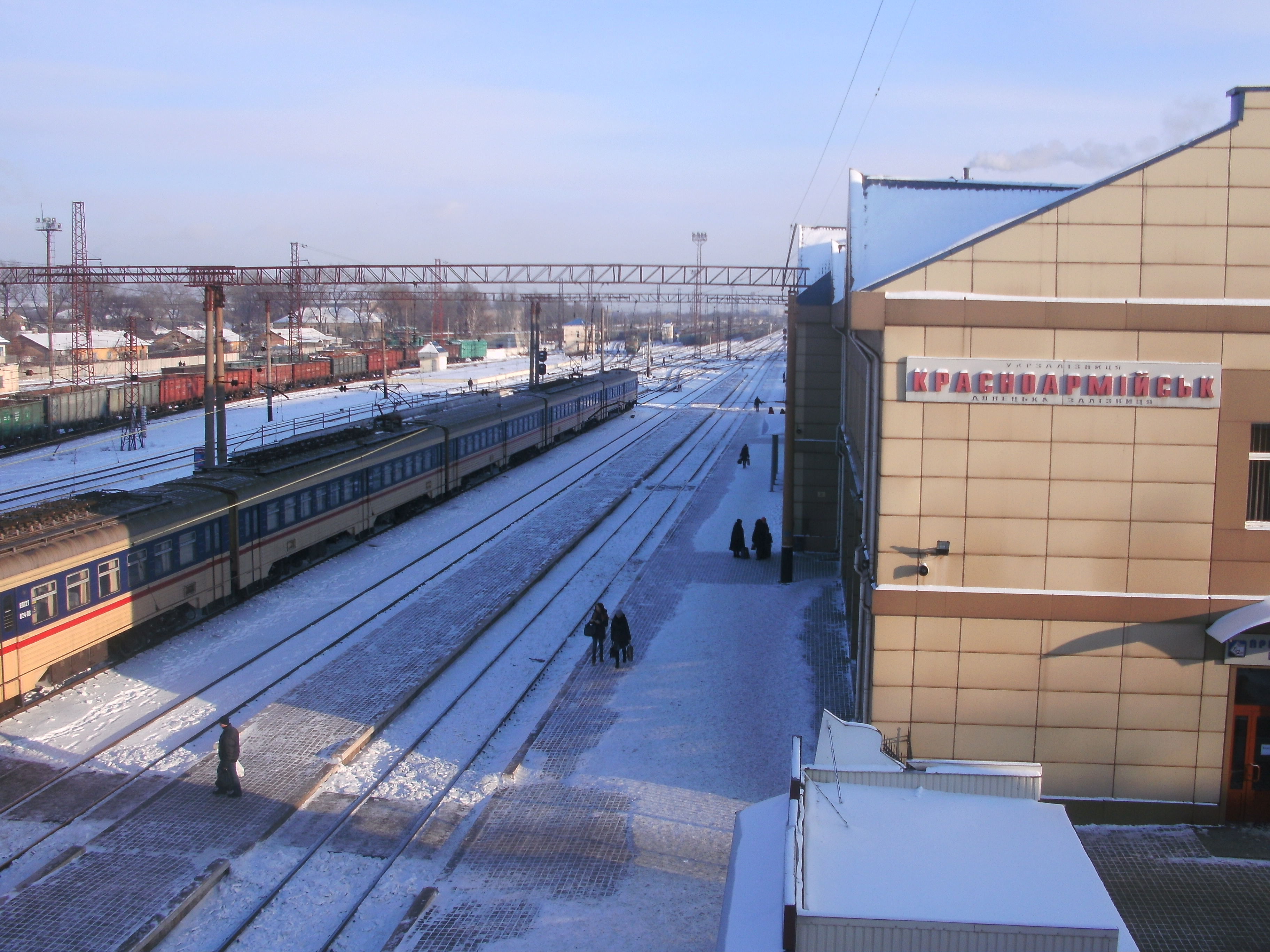
Регіональний електропоїзд Покровськ — Дніпро

З 13 грудня 2020 року був подовжений маршрут руху поїзда «Маяк» № 136/135 до станції Авдіївка. З 2022 року поїзд скасований.